# Fred Sandback
Fred Sandback (* 29. August 1943 in Bronxville, New York; † 23. Juni 2003 in New York City) war ein US-amerikanischer Künstler, der dem Minimalismus zugeordnet werden kann.

## Leben und Werk
Sandback besuchte die Williston Academy und verbrachte anschließend ein Austauschjahr am Theodor-Heuss-Gymnasium Heilbronn. Danach studierte er von 1962 bis 1966 an der Yale University und von 1966 bis 1969 Bildhauerei an der Yale School of Art and Architecture in New Haven, Connecticut. Auf Initiative des DIA Center for the Arts wurde 1981 das Fred Sandback-Museum in Winchendon, Massachusetts, gegründet, das 1996 geschlossen wurde. Sandback starb durch Suizid im Jahre 2003 in New York. Bekannt wurde er für seine minimalistischen Skulpturen, für die er (farbige) Acrylfäden in Räumen zu geometrischen Figuren aufspannte.
Sich selbst definierte er als Bildhauer: „Im Laufe der Jahre habe ich den Titel ‚Bildhauer‘ bevorzugt. Ich mag seine Fundiertheit, sie verweist zurück auf meine frühe Liebe für die Skulptur von Michelangelo, Rodin und Henry Moore.“
Seine Arbeitsweise charakterisierte er wie folgt: „Ich habe mich schon früh von dem Modell solcher einzelnen skulpturalen Volumina zugunsten einer Skulptur gelöst, die weniger ein Ding an sich wurde und mehr eine diffuse Schnittstelle zwischen mir, meiner Umgebung und anderen, die diese Umgebung bevölkern; errichtet aus dünnen Linien, die ausreichend Raum ließen, um sich durch sie hindurch und in ihr herum zu bewegen. Noch Skulptur, wenn auch weniger dicht, mit einer Ambivalenz zwischen Außenraum und Innenraum. Eine Zeichnung, die man bewohnen kann.“
Alle Zitate aus: Fred Sandback, Here and Now, Kunstmuseum Liechtenstein, Vaduz, 2005.

## Ausstellungen
- 2014: Fred Sandback. Zeichnungen und Skulpturen. (erste Retrospektive von Sandbacks zeichnerischem Werk, ergänzt durch Skulpturen), Josef Albers Museum Quadrat Bottrop[2]
- 2014/2015: Fred Sandback: Drawings, im Museum Wiesbaden, wie in Bottrop, jedoch ergänzt um zentrale skulpturale Arbeiten.[3]